# 哈特冰原島峰
81°14′S 84°54′W / 81.233°S 84.900°W
哈特冰原島峰（英語：Harter Nunatak），是南極洲的冰原島峰，位於埃爾斯沃思地，處於蒂德山東南面7公里，屬於皮里特山的一部分，美國地質調查局根據測量和該國海軍的空中照片繪入地圖，現時由南極條約體系管理。